# عمر بلیادزه
عمر بلیادزه (انگلیسی: Omar Bliadze؛ زادهٔ ۳۱ مارس ۱۹۴۲) کشتی‌گیر فرنگی گرجی‌تبار اهل شوروی بود. وی در بازی‌های المپیک تابستانی ۱۹۸۸ شرکت کرده‌است. وی در مسابقات قهرمانی کشتی اروپا  ۱۹۶۸ به مدال طلا وزن ۸۷ کیلوگرم فرنگی رسیده است.